# Takayama
Takayama (jap. 高山市 Takayama-shi) – miasto w prefekturze Gifu na wyspie Honsiu (Honshū) w Japonii.  Aby odróżnić je od innych miejsc o nazwie Takayama, miasto jest również powszechnie nazywane Hida-Takayama (jap. 飛騨高山).
Miasto jest położone w górzystym regionie Hida, w prefekturze Gifu. 
Takayama zyskała na znaczeniu jako źródło wysokiej jakości drewna i wysoko wykwalifikowanych stolarzy w czasach feudalnych. Ze względu na te ważne zasoby miasto zostało poddane bezpośredniej kontroli sioguna i cieszyło się sporym dobrobytem, biorąc pod uwagę jego odległe, górskie położenie. 

## Hida no Sato
Hida Folk Village (Hida no Sato) to skansen, utworzony w 1971 roku, prezentujący ponad 30 tradycyjnych domów z regionu Hida, zbudowanych w okresie Edo (1603–1868) i przeniesionych z ich pierwotnych lokalizacji. Jest dawny dom sołtysa (sonchō), chaty drwali, magazyny i szereg gospodarstw typu gasshō-zukuri, których nazwy pochodzą od stromych dachów krytych strzechą, przypominających dłonie złączone do modlitwy (gasshō). Wszystkie eksponowane budynki są starannie zachowane i otwarte dla zwiedzających. Posiadają unikalną drewnianą architekturę oraz eksponują narzędzia i przybory używane w przeszłości w życiu codziennym.
W pobliżu wioski znajduje centrum lokalnego rzemiosła, gdzie w prowadzonych warsztatach można praktycznie zapoznać się z wytwarzaniem popularnych lalek sarubobo (popularna lokalna lalka-amulet), kubków ceramicznych lub szklanych dzwonków wiatrowych (fūrin).

## Stare Miasto
Stare Miasto jest dobrze zachowane z wieloma budynkami i całymi ulicami domów z okresu Edo (1603–1868), kiedy miasto kwitło jako bogate miasto kupieckie. Kilka domów jest otwartych dla zwiedzających, co pozwala na zapoznanie się ówczesnymi wnętrzami, artykułami gospodarstwa domowego oraz lokalną sztuką i rzemiosłem. Można też zobaczyć stare wytwórnie sake, jednej z lokalnych specjalności. Poznaje się je po wiszących u wejścia sugitama, kulach wykonanych z gałązek kryptomerii japońskiej (sugi, Cryptomeria japonica).

## Takayama Jin’ya
Ze względu na cenne zasoby drewna, region Hida wokół Takayamy został w 1692 roku poddany bezpośredniej kontroli siogunatu Tokugawa. Takayama Jin’ya służyła jako lokalny urząd kierowany przez urzędników wysłanych z Edo (dzisiejsze Tokio).
Kompleks budynków był oficjalnie używany do 1969 roku i jest obecnie otwarty dla publiczności jako muzeum. Obejmuje różne dobrze utrzymane pokoje z tatami, które kiedyś służyły jako biura, sale konferencyjne, pokoje gościnne i mieszkalne. Obok głównego budynku stoi duży magazyn zbudowany w 1600 roku. Znany jako największy tradycyjny magazyn ryżu w Japonii, obecnie muzeum.

## Festiwal
Uważa się, że pierwsze festiwale w Takayamie miały miejsce na przełomie XVI i XVII wieku. Wspólna nazwa Takayama Matsuri (Takayama Festival) obejmuje dwa festiwale: 
- wiosenny (14 i 15 kwietnia) „Sannō Matsuri” organizowany przez chram Hie-jinja;
- jesienny (9 i 10 października) „Hachiman Matsuri” to festiwal chramu Sakurayama Hachiman-gū (lokalnie nazywany „Hachiman-jinja”).

To jeden z trzech najpiękniejszych festiwali w Japonii. Pozostałe dwa to: Gion Matsuri w Kioto i Chichibu Yomatsuri (Chichibu Night Festival).

## Gallery

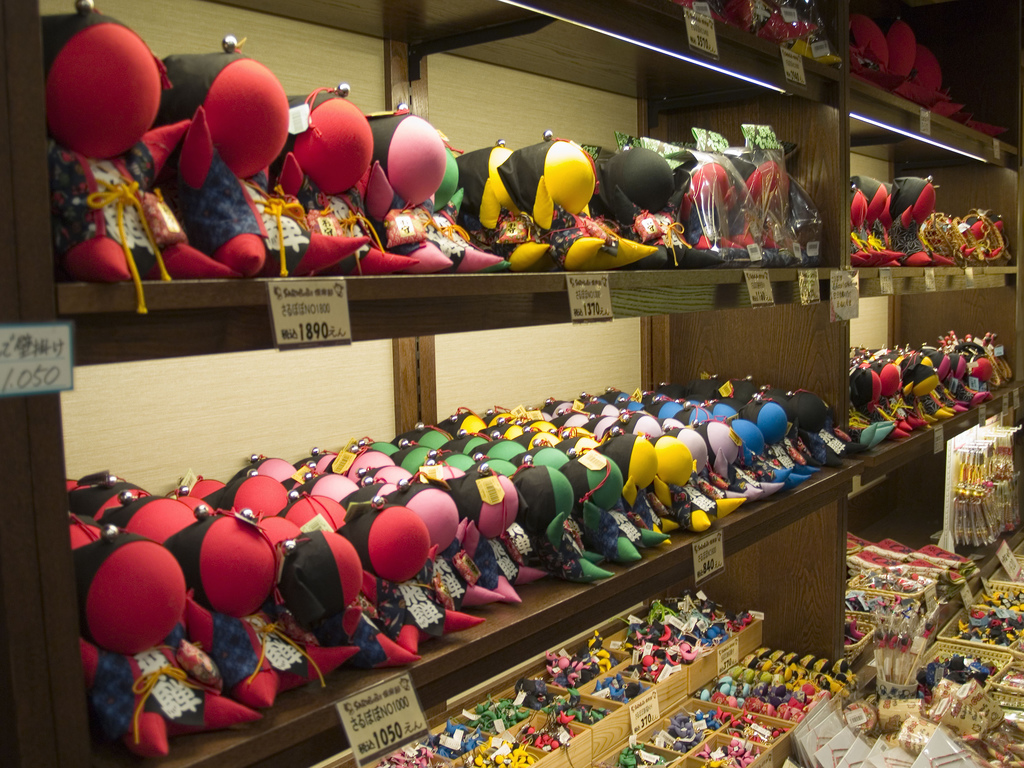
Sarubobo
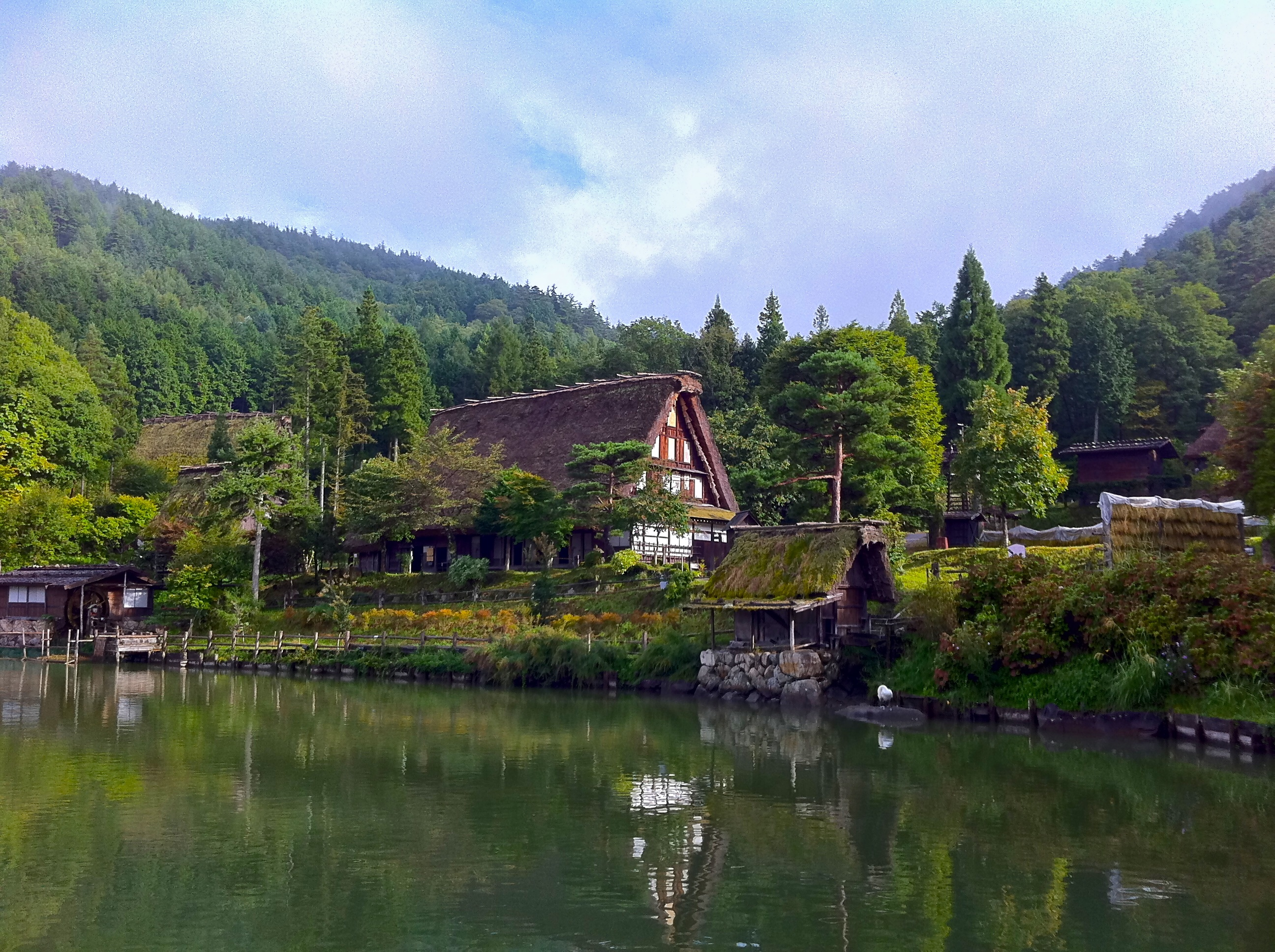
Hida no Sato
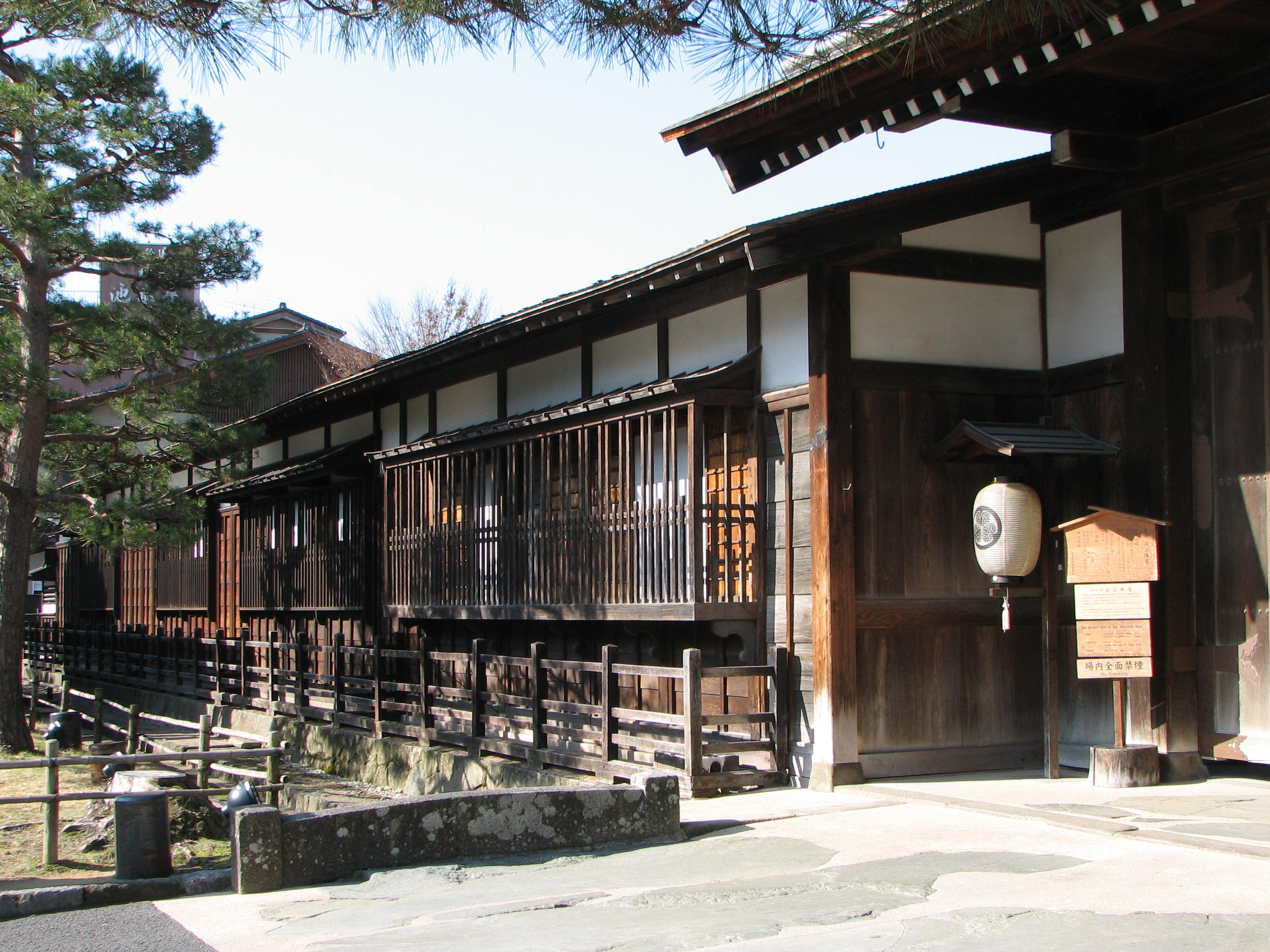
Takayama Jin’ya
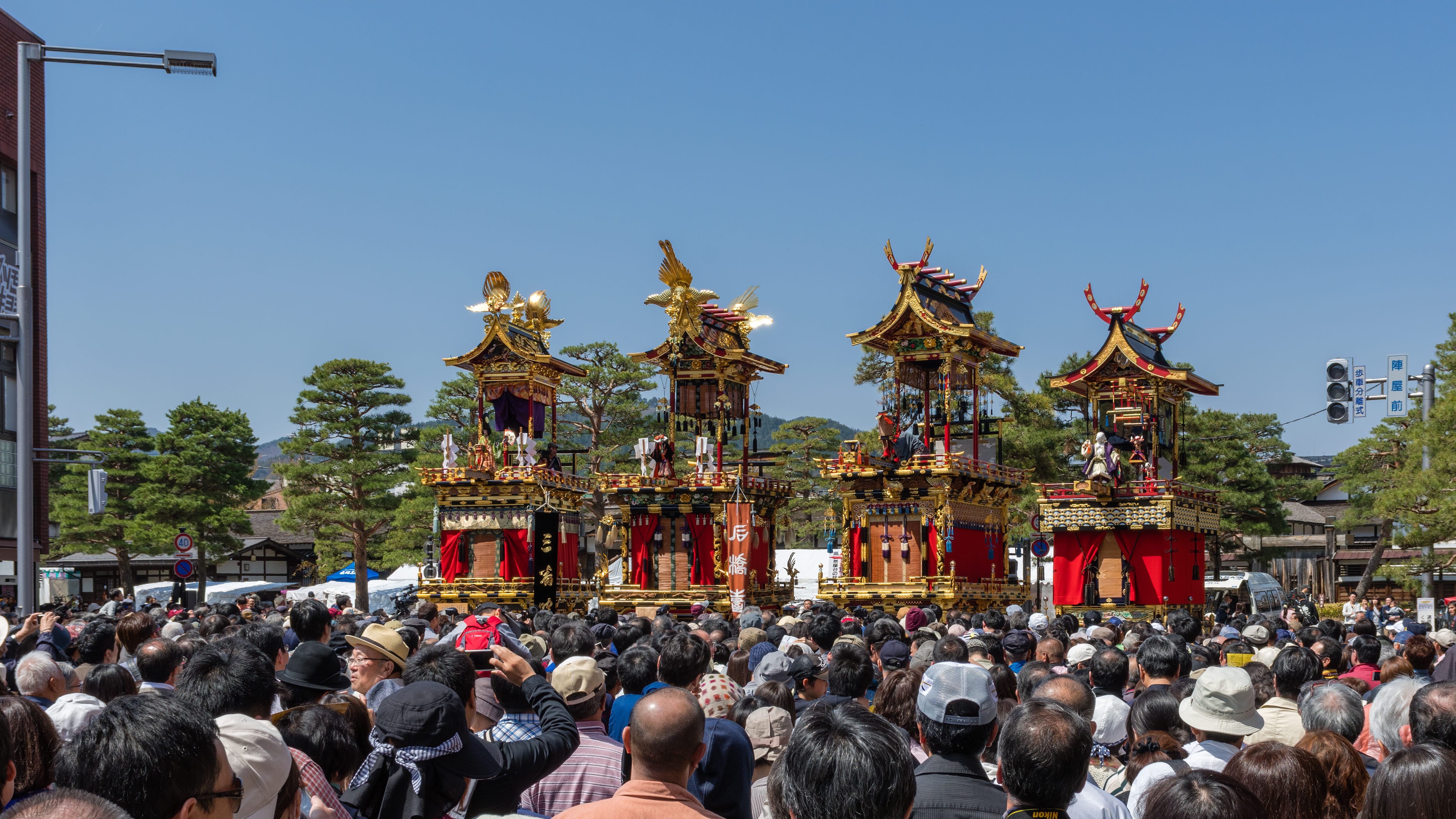
Takayama Matsuri

## Położenie
Miasto leży w północnej części prefektury Gifu. Sąsiaduje z miastami:

- od północy, w prefekturze Gifu: Shirakawa-mura, Hida i w prefekturze Toyama z Toyamą;
- od wschodu, w prefekturze Nagano: Ōmachi, Matsumoto, Kiso-machi;
- od południa, w prefekturze Gifu: Gero, Gujō;
- od zachodu, w prefekturze Ishikawa: Hakusan i w prefekturze Fukui: Ōno.